# Немачка подморница У-58
Подморница У-58 је била Немачка подморница типа II-Ц и коришћена у Другом светскомм рату. Подморница је изграђена 4. фебруара 1939. године и служила је у 5. подморничкој флотили (4. фебруар 1939 — 31. децембар 1939), 1. подморничкој флотили (1. јануар 1940 — 31. децембар 1940), 22. подморничкој флотили (1. јануар 1941 — 30. јун 1944) и 19. подморничкој флотили (1. јул 1944 — 3. мај 1945)

## Служба
Подморница У-58, испловљава 25. августа 1939. године из базе Вилхелмсхафен, и одлази на предвиђено место, у ишчекивању да отпочну операције на мору, након предвиђеног немачког напада на Пољску. Након 16 дана патроле, она упловљава 9. септембра у базу Кил, из које креће у ново патролирање тек 23. октобра 1939. године. Ни на овом патролирању, које ће трајати 19 дана, подморница У-58 не бележи никакве успехе, и враћа се 10. новембра у базу Кил. Дана, 29. новембра 1939. године, У-58 напушта базу Кил, и креће на своје треће борбено патролирање, које ће трајати свега 7 дана, и завршиће се 5. децембра, упловљавањем у базу Кил. Три недеље касније – 27. децембра, она поново испловљава на ново патролирање.
У 10:58 сати, 1. јануара 1940. године, шведски трговачки брод  (заповедник Г Шверин) је погођен једним торпедом са подморнице У-58, прелама се на два дела и тоне на око 50 наутичких миља од Фрезербурга. Заповедника и 14 чланова посаде, спашава истог дана норвешки трговачки брод Ask. 
Два дана касније, 3. јануара у 09:11 сати, шведски трговачки брод  (заповедник Брор Емил Ларсон), из конвоја HN-6, је погођен једним торпедом по средини брода, услед чега се ломи на два дела и брзо тоне у близини Кинеирд Хеда. Заповедник брода, 19 чланова посаде и један норвешки пилот гину у овом нападу, а 11 преосталих чланова посаде спашава британски наоружани трговачки брод HMS Oak (T 54).
Подморница У-58 се враћа 8. јануара 1940. године у базу Кил, и ту остаје до 20. јануара када креће у ново патролирање, које завршава 25. јануара, упловљавањем у базу Вилхелмсхафен. Свега два дана касније, У-58 одлази на ново патролирање.
У 09:36 сати, 3. фебруара 1940. године, естонски трговачки брод Reet је био погођен једним торпедом, испаљеног са подморнице У-58 и тоне за четири минута. Брод је био први пут опажен, дан раније око 20:35, и подморница је лансирала два торпеда ка њему у 2:15 и 04.52 сати, али су оба промашила. 
Дана, 8. фебруара 1940. године, подморница У-58 упловљава у базу Вилхелмсхафен, из које креће 31. марта у нову патролу. Након 34 дана безуспешног патролирања, У-58 стиже 3. маја у базу Кил. На ново патролирање, подморница У-58 креће 27. маја из базе Кил. 
У 23:48 сати, 1. јуна 1940. године, британски помоћни ратни брод HMS Astronomer (заповедник Џон Џејмс Егертон) је торпедован од У-58, на око 30 наутичких миља од Вика. Брод тоне следећег дана. Четири човека су изгубљена а заповедника, 51-ог члана посаде, једног стражара и 48 морнаричких официра и кадета спашавају британски наоружани рибарски бродови HMS Stoke City (FY 232) и HMS Leicester City (FY 223). 
Подморница У-58, упловљава након 22 дана патролирања у базу Кил, из које креће у нову патролу 6. јула 1940. године.
Дана, 18. јула 1940. године, у 16:41 сати, норвешки трговачки брод  (заповедник Биргер Ларсен) који је пловио самостално, је погођен једним торпедом, испаљеног са подморнице У-58, југозападно од Ирске. Дан раније, брод је уочен код Лох Свилиа, како има проблема са машинама, међутим у 05:00 сати он наставља пут, константно праћен од једног патролног хидроавиона Шорт Сандерленд. Торпедо погађа брод у десни бок, у висини командног моста, отварајући велику рупу на трупу, уништавајући радио собу и пола командног моста. Брод тоне у року од једног минута са машинама које су још увек радиле. Заповедник и десет чланова посаде је погинуло у овом нападу. Преживеле чланове посаде, њих 9, сакупља следећег јутра белгијски путнички брод Ville d´Arlon, и искрцава их у Њујорк 26. јула 1940. године.
Након 17 дана патролирања, У-58 упловљава 22. јула у базу Лорјан - Француска, одакле свега седам дана касније креће на ново патролирање.
У 21:20 сати, 4. августа 1940. године, грчки трговачки брод Pindos, који је одлутао од конвоја SL-40, је погођен са два торпеда од подморнице У-58, изврће се на леви бок и тоне заједно са својим товаром од 7.590 тона жита. На подморници су брод идентификовали као британски трговачки брод Limerick. Дана, 12. августа 1940. године, подморница У-58 се враћа у базу Лорјан. Из базе Лорјан, У-58 полази на ново патролирање 2. септембра, али после 19 дана безуспешног патролирања она се враћа 20. септембра у исту базу, из које дванаест дана касније поново испловљава на патролирање.
Дана, 8. октобра 1940. године у 21:31 сати, британски трговачки брод  (заповедник Валтер Остин Сеџ), који је одлутао од конвоја HX-76, је био погођен са два торпеда, испаљених из подморнице У-58, на око 88 наутичких миља западно од Бар Хеда. Ујутру, 9. октобра, У-58 погађа брод са још једним торпедом и Confield је напуштен али остаје и даље на површини. Касније брод потапа паљбом из својих топова британски слуп HMS Weston (L 72). Заповедника и четири члана посаде шпашава слуп, а 31-ог члана посаде спашава британска корвета HMS Periwinkle (K 55). Иако је брод погођен са чак три торпеда, погинуо је само један члан посаде.
Подморница У-58 упловљава 12. октобра 1940. године у базу Берген, Норвешка, из које свега два дана касније испловљава и одлази ка бази Кил, где стиже 18. октобра. То је уједно било и последње борбено патролирање подморнице У-58, и она до краја рата служи искључиво као школски брод. Крајем рата, 3. маја 1945. године, Немци сами потапају подморницу У-58 у бази Кил, како је не би заробили савезници. 

## Команданти
- Херберт Купиш (4. фебруар 1939 — 30. јун 1940)
- Хајнрих Шондер (1. јул 1940 — 24. новембар 1940)
- Ханс-Јоахим Рамлов (25. новембар 1940 — 6. април 1941)
- Хорст Хам (7. април 1941 — 3. септембар 1941)
- Бруно Барбер (октобар 1941. - 31. август 1942)
- Дитрих Шенебом (18. август 1942 — 14. децембар 1942)
- Хорст Вилнер (15. децембар 1942. - фебруар 1944)
- Роберт Рикс (фебруар 1944. - 30. јун 1944)
- Ричард Шулц (јул 1944. - 3. мај 1945)

## Бродови
| Име брода | Држава               | Тежина     | Година изградње | Датум напада     | Напомена |
|           | Шведска              | 1.951 тона | 1920.           | 1. јануар 1940.  | Потопљен |
|           | Шведска              | 2.475 тона | 1906.           | 3. јануар 1940.  | Потопљен |
|           | Естонија             | 818 тона   | 1904.           | 3. фебруар 1940. | Потопљен |
|           | Уједињено Краљевство | 8.401 тона | 1917.           | 1. јун 1940.     | Потопљен |
|           | Норвешка             | 1.591 тона | 1920.           | 18. јул 1940.    | Потопљен |
|           | Грчка                | 4.360 тона | 1908.           | 4. август 1940.  | Потопљен |
|           | Уједињено Краљевство | 4.956 тона | 1940.           | 8. октобар 1940. | Потопљен |
| --------- | -------------------- | ---------- | --------------- | ---------------- | -------- |